# Daddy Cool (groupe)
Pour les articles homonymes, voir Daddy Cool.
Daddy Cool est un groupe australien de rock actif dans la première moitié des années 1970.
Son répertoire se compose principalement de reprises de chansons de doo-wop et de rhythm and blues des années 1950 et 1960, avec des morceaux originaux dans la même veine écrits et composés par le chanteur Ross Wilson (en). Sa musique simple et accessible rencontre un grand succès en Australie : le single Eagle Rock se classe en tête des ventes pendant 10 semaines en 1971, et le 33 tours Daddy Who? Daddy Cool (en), sorti la même année, est le premier album de rock australien à s'écouler à plus de 60 000 exemplaires.

## Histoire

### Origines

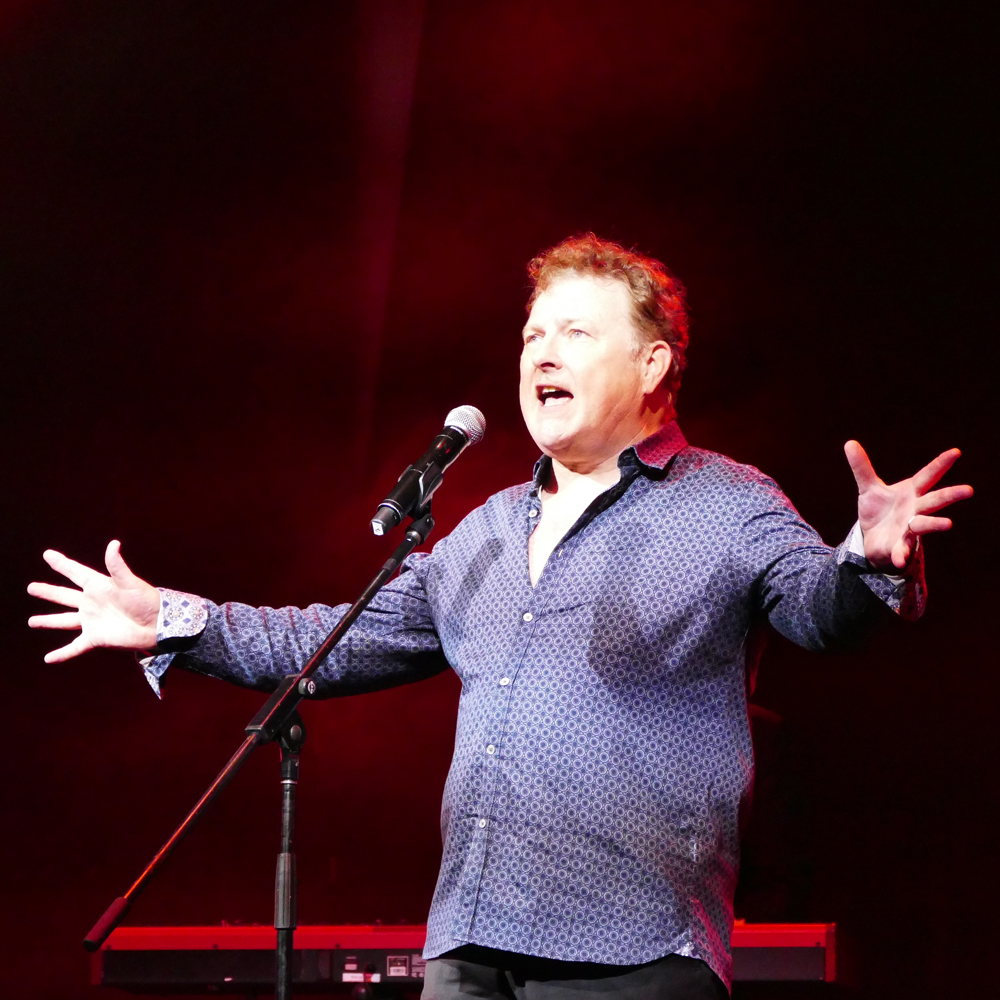
Ross Wilson en 2015.

Le chanteur Ross Wilson (en) et le guitariste Ross Hannaford (en) jouent ensemble pour la première fois en 1965 au sein du groupe de rhythm and blues The Pink Finks (en), qui évolue pour devenir The Party Machine, une formation plus expérimentale, en 1967. Wilson quitte l'Australie en mars 1969 pour rejoindre le groupe psychédélique Procession (en) à Londres, mais celui-ci se sépare dès le mois de septembre et il rentre au pays.
Après avoir renoué le contact avec Hannaford, Wilson fonde un nouveau groupe en janvier 1970 baptisé Sons of the Vegetal Earth, dont la musique progressive s'inspire notamment des Mothers of Invention. Pour se distraire, Hannaford et Wilson décident de lancer un projet annexe consacré à une musique plus légère, le rock 'n' roll et le doo-wop qu'ils écoutaient plus jeunes. Accompagnés de la section rythmique des Sons of the Vegetal Earth (Wayne Duncan (en) à la basse et Gary Young (en) à la batterie), ils lancent Daddy Cool, nommé d'après une chanson (en) des Rays.

### Succès (1970-1972)
Daddy Cool donne ses premiers concerts en novembre 1970 et rencontre un tel succès que le quatuor décide de se focaliser dessus et signe chez Sparmac (en) en abandonnant les Sons of the Vegetal Earth, qui se séparent peu après. Le premier single du groupe, Eagle Rock / Bom Bom, se classe en tête du hit-parade australien (Kent Music Report) pendant dix semaines et reste dans le Top 40 pendant près de six mois. Cette chanson reste la plus connue de Daddy Cool et aurait inspiré Crocodile Rock à Elton John et Bernie Taupin, qui l'auraient découverte pendant la tournée australienne du premier en 1971,.
Produit par Robie Porter (en), l'album Daddy Who? Daddy Cool (en) sort en juillet 1971, connaît également des ventes exceptionnelles en s'écoulant à plus de 60 000 exemplaires. Il est également publié aux États-Unis par Warner/Reprise et le groupe s'y rend au mois d'août pour une tournée sur la côte ouest, sans réellement percer sur le sol américain. Pour l'historien David Nichols, Daddy Cool n'avait aucune chance de connaître le succès aux États-Unis où existent déjà de nombreux groupes proposant la même musique.
De retour en Australie, Daddy Cool voit son deuxième single, Come Back Again / Just as Long as We're Together, atteindre la 2e place des charts. Pour enrichir sa palette sonore, le groupe recrute le saxophoniste et claviériste Jeremy Noone. Désormais un quintette, Daddy Cool effectue une deuxième tournée aux États-Unis en octobre 1971. Il enregistre un deuxième album au son moins rétro et plus progressif, mais c'est surtout son titre qui est remarqué : Sex, Dope, Rock'n'Roll: Teenage Heaven (en).
Noone quitte Daddy Cool en mars 1972. Le groupe recrute le guitariste Ian Winter peu après pour une troisième tournée américaine qui s'achève au mois de mai. Les quelques singles enregistrés avec Winter témoignent d'une nouvelle orientation blues rock, mais Wilson annonce la séparation du groupe en août 1972. Le dernier concert, donné au Much More Ballroom de Melbourne le 13 août, est enregistré et publié l'année suivante sous le titre Daddy Cool Live! The Last Drive-In Movie Show,.

### Première réunion (1974-1975)
Wilson et Hannaford forment en 1973 Mighty Kong (en) pour jouer une musique plus hard rock et funk rock, libre des contraintes stylistiques attachées au nom de Daddy Cool. Ce nouveau groupe n'enregistre qu'un album et se sépare avant la fin de l'année. De leur côté, Duncan et Young forment Hot Dog, un groupe de boogie rock qui publie deux singles en 1973. Les quatre musiciens se réunissent en janvier 1974 pour participer en tant que Daddy Cool au Sunbury Pop Festival.
Sous contrat avec Wizard Records, la nouvelle maison de disques de Robie Porter, Daddy Cool publie deux singles dans une veine country rock au cours de l'année 1974 : All I Wanna Do Is Rock et The Boogie Man. Ils ne se classent pas dans le hit-parade australien, le public s'étant tourné vers de nouveaux groupes comme Skyhooks ou AC/DC.
Au début de l'année 1975, Wilson recrute un deuxième guitariste, Ian Gorman. En juin, Wayne Duncan doit quitter le groupe à la suite d'un accident de voiture. Hannaford le remplace à la basse et Wayne Burt est engagé pour tenir la guitare. Cette formation ne dure que quelques mois et se sépare à la fin de septembre.

### Réunions ultérieures et postérité

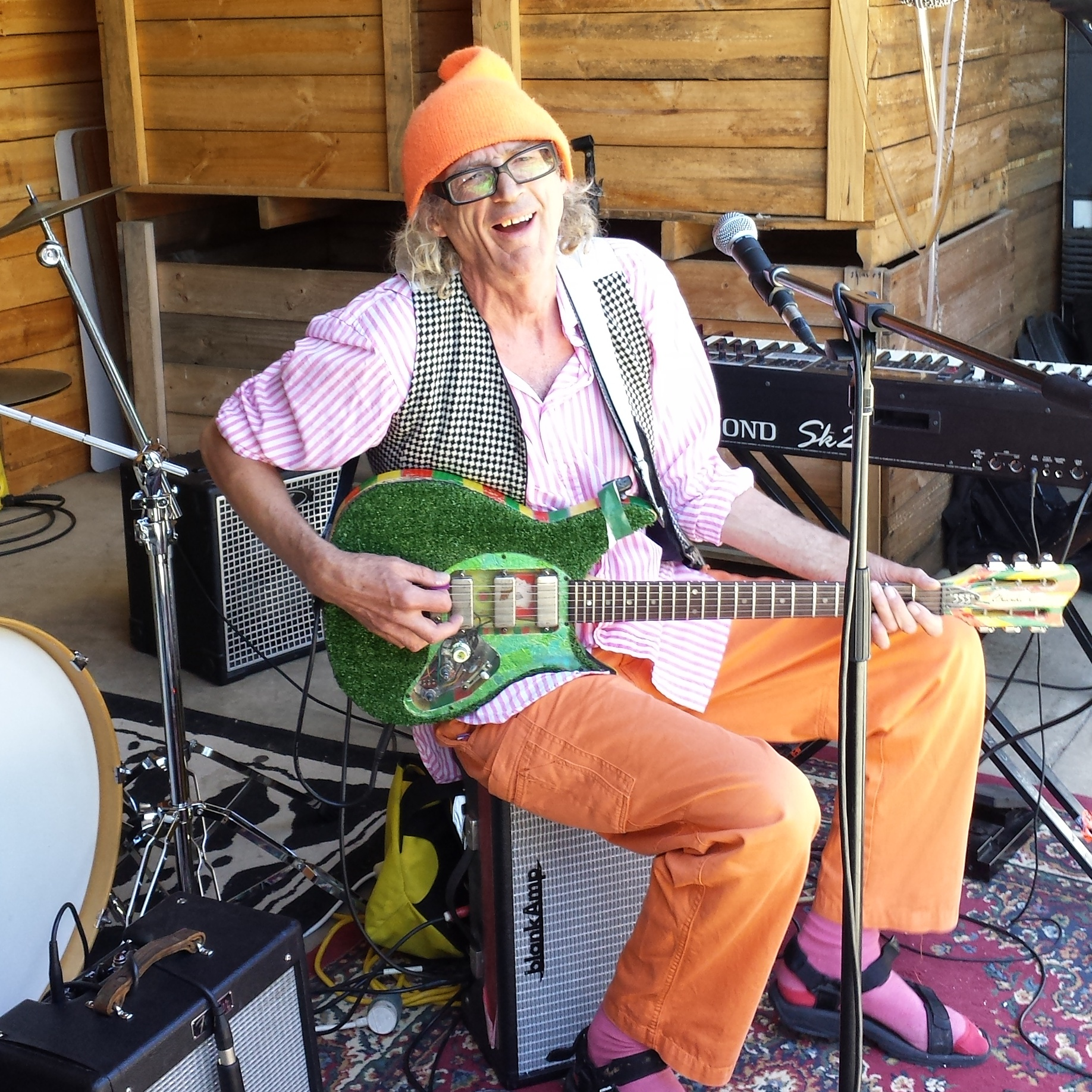
Ross Hannaford en 2015.

Wilson, Hannaford, Duncan et Young reforment Daddy Cool en 1994 pour un single collaboratif avec Skyhooks, The Ballad of Oz, sur lequel chaque groupe interprète deux chansons. Ils se réunissent à nouveau en 2005 pour un concert de charité en faveur des victimes du tsunami de 2004. Cette réunion donne lieu à l'enregistrement du troisième album studio du groupe, The New Cool (en), qui sort en 2006. Il est intronisé au ARIA Hall of Fame la même année.
Les quatre membres fondateurs de Daddy Cool se produisent ensemble pour la dernière fois en 2014, à l'occasion de leur intronisation au Music Victoria Awards Hall of Fame (en). L'année 2016 voit la disparition de deux d'entre eux : le guitariste Ross Hannaford meurt le 8 mars des suites d'un cancer, puis le bassiste Wayne Duncan, victime d'un accident vasculaire cérébral, meurt le 4 décembre.

## Membres
- Ross Wilson (en) : chant, guitare rythmique, harmonica (1970-1972, 1974-1975, 1994, 2005-2007, 2014)
- Ross Hannaford (en) : guitare solo, basse, chœurs, chant (1970-1972, 1974-1975, 1994, 2005-2007, 2014)
- Gary Young (en) : batterie, chœurs, chant (1970-1972, 1974-1975, 1994, 2005-2007, 2014)
- Wayne Duncan (en) : basse, chœurs (1970-1972, 1974-1975, 1994, 2005-2007, 2014)
- Jeremy Noone : saxophone, claviers (1971-1972)
- Ian Winter : guitare rythmique (1972)
- Gunther Gorman : guitare rythmique (1975)
- Wayne Burt : guitare solo (1975)

## Discographie

### Albums studio
- 1971 : Daddy Who? Daddy Cool (en) (Sparmac)
- 1971 : Sex, Dope, Rock'n'Roll: Teenage Heaven (en) (Sparmac)
- 2006 : The New Cool (en) (Liberation Music)

### Albums en concert
- 1973 : Daddy Cool Live! The Last Drive-In Movie Show (Wizard)

### Compilations
- 1972 : The Best of Daddy Cool (Summit)
- 1972 : Daddy Cool's Golden Hits (Sparmac)
- 1973 : The Daddy Cool Story (Music for Pleasure)
- 1976 : Daddy Cool's Greatest Hits (Wizard)
- 1981 : This Missing Masters (Wizard)
- 1982 : Daddy's Coolest: The 20 Greatest Hits of Daddy Cool (Wizard)
- 1984 : Daddy's Coolest Vol. 2 (Wizard)
- 1984 : The Daddy Cool Coolection (Axis)
- 1992 : Totally Cool / The Essential Daddy Cool (Mega)
- 1999 : That's Cool - The Ultimate Collection (BMG)

### EP
- 1971 : D.C.E.P. (Sparmac)
- 1975 : The D.C. Hits E.P. (Wizard)
- 1992 : The 1992 Mixes (Mega)

### Singles
- 1971 : Eagle Rock / Bom Bom
- 1971 : Come Back Again / Just as Long as We're Together
- 1971 : Hi Honey Ho / Don't Ever Leave Me
- 1972 : Teenage Blues / At the Rockhouse
- 1972 : I'll Never Smile Again / Daddy Rocks Off
- 1972 : Rock 'n' Roll Lady / Cadillacin'
- 1973 : Flash in My Head / Little Darlin' / Boy You're Paranoid
- 1973 : Duke of Earl / Jambalaya
- 1974 : All I Wanna Do Is Rock (part 1)" / All I Wanna Do Is Rock (part 2)
- 1974 : The Boogie Man / I Was a Teenage Creature
- 1981 : Eagle Rock (Live) / "Cadillacin' (Live)
- 1982 : Come Back Again
- 1989 : Eagle Rock / Come Back Again
- 1994 : The Ballad of Oz
- 2005 : The Christmas Bug
- 2006 : You Can't Have Everything
- 2007 : They Built the Ute